# Якимівка (Кам'янський район)
Яки́мівка — село в Україні, у Кам'янському районі Дніпропетровської області. Населення за переписом 2001 року складало 244 особи. Входить до складу Верхньодніпровської міської громади.

## Географія
Село Якимівка знаходиться на березі річки Домоткань, вище за течією на відстані 1,5 км розташоване село Миколаївка, нижче за течією на відстані 0,5 км розташоване село Василівка, на протилежному березі — село Корнило-Наталівка.

## Населення

### Мова
Розподіл населення за рідною мовою за даними перепису 2001 року:
| Мова       | Кількість | Відсоток |
| ---------- | --------- | -------- |
| українська | 241       | 98.77%   |
| російська  | 3         | 1.23%    |
| Усього     | 244       | 100%     |